# Bor (Servisch district)
Bor (Servisch: Борски управни округ, Borski upravni okrug) is een administratief district in Centraal-Servië. De hoofdstad is Bor. In 2021had het district een bevolking van 103.007 inwoners. De bevolkingsdichtheid bedroeg 29.37 inw./km². De oppervlakte van het district is 3507 km².Op het grondgebied van het district bevinden zich 90 nederzettingen.
De huidige prefect (Načelnik okruga) van Bor is Mr Vladimir Stanković.

## Gemeenten
Het district Bor bestaat uit de volgende gemeenten:
- Bor
- Kladovo
- Majdanpek
- Negotin

## Bevolking
In 2017 telt het district Bor 114.816 inwoners, waarvan 56.165 mannen en 58.651 vrouwen. Het inwonersaantal is sinds 1980 drastisch aan het dalen.
| Jaartal        | 1948    | 1953    | 1961    | 1971    | 1981    | 1991    | 2002    | 2011    | 2017    |  |
| Bor (district) | 144.049 | 151.973 | 160.096 | 175.848 | 180.463 | 178.718 | 146.551 | 124.992 | 114.816 |  |

#### Etniciteit
De bevolking bestaat uit de volgende etnische groepen:
- Serviërs: 118.721 (81,01 %)
- Vlachen: 16.449 (11,22%)
- Roma: 1529 (1,04 %)
- Montenegrijnen : 1047 (0,71%)
- Macedoniërs: 692 (0,47%)
- Roemenen : 659 (0,45%)
- Joegoslaven : 548 (0,37%)

#### Religie
De meeste inwoners behoren te de Servisch-Orthodoxe Kerk (89,6%). Minderheden zijn islamitisch (1,2%), katholiek (0,4%) of lid van verschillende protestantse denominaties (0,3%). Zo’n 0,6% is overtuigend atheïst.